# واثق ناجي
واثق ناجي  مدرب كرة قدم دولي وخبير كروي آسيوي ومحلل فني معتمد للتلفزيون الأردني والماليزي ولاعب سابق في صفوف منتخب العراق لكرة القدم.  متخصص في علم تدريب كرة القدم وحاصل على شهادات أكاديمية في علم تدريب كرة القدم من دولة ألمانيا. قاد العديد من الفرق العالمية في قارة آسيا وأوروبا وأفريقيا. حقق العديد من الانجازات الرياضية لبلده العراق على المستوى العالمي. تسلم مهمة تدريب منتخب العراق لكرة القدم كمدير للجهاز الفني للمنتخب العراقي عام 1974 و1975 و1980 و1985. قاد منتخب بلاده إلى العديد من الالقاب على المستوى الآسيوي والعالمي. على المستوى الشخصي ولد واثق ناجي عام 1940 في بغداد عاصمة دولة جمهورية العراق. اكمل الدراسة الأكاديمية عام 1961 ومن ثم تزوج عام 1966 وسافر إلى لايبزغ أحد أكبر المدن في ألمانيا لاكمال الدراسات العليا في اختصاص التدريب بكرة القدم وحصل على الدبلوم العالي عام 1967 من جامعة لايبزغ (DHfK) وبعد ذلك التحق باتحاد ألمانيا لكرة القدم في مدينة فرانكفورت في ألمانيا للحصول على شهادة المحترفين في تدريب كرة القدم على المستوى العالمي عام 1968.

## واثق ناجي وحياته الشخصية
ولد واثق ناجي في 1 يوليو 1940في العاصمة العراقية بغداد وله أربعة إخوة وثلاثة أخوات. تزوج عام 1966 من آسيا عبد الله حبيب التي انجبت له ثلاثة أولاد (ابنه وولدان). تنقل في حياته العملية بين العديد من المدن داخل وخارج العراق. عاشت عائلته في العراق إلى سنة 2003 وبسبب الأوضاع الأمنية بعد الغزو الأمريكي للعراق في عام 2003 غادر مع عائلته إلى العاصمة الماليزية كوالالمبور واستقر هناك. في عام 2005 وذهب واثق ناجي إلى مكة المكرمة مع كريمته لأداء فريضة الحج وحاليا يعمل كمدير فني للجهاز التدريبي لفريق نادي النجمة الرياضي في مدينة بيروت عاصمة دولة لبنان.
توفي المدرب واثق ناجي بتاريخ 20 نوفمبر 2014 في محل إقامته في كندا إثر أزمة قلبية.

## واثق ناجي كلاعب في صفوف منتخب العراق لكرة القدم
ظهر واثق ناجي في البداية كلاعب خط وسط في الاندية العراقية المشاركة في الدوري العراقي الممتاز من عام 1958 إلى عام 1966 ولسطوع نجمه كلاعب أستدعي إلى المنتخب العراق لكرة القدم حيث مثل منتخب بلاده لكرة القدم كلاعب أساسي من عام 1963 إلى عام 1966.

## واثق ناجي واحترافه التدريب
بدأ مشواره كمدرب محترف منذ عام 1968 حيث قاد منتخب العراق لكرة القدم خلال الاعوام 1974 و 1975 و 1980 و1985. وقاد أيضا منتخب شباب العراق لكرة القدم عام 1975/1974 لتحقيق الفوز الكبير بكأس آسيا للشباب وكذلك في عام 1988/1987 في تايلاند. محليا أعتلى سُدة الجهاز الفني لكثير من الاندية حيث كان المدير الفني لنادي صلاح الدين العراقي وحقق بطولة الدوري العراقي الممتاز عام 1983/1982 وكذلك قاد نادي صلاح الدين للفوز بالبطولة العربية لنادي الوحدات في الأردن عام 1983 وذلك بفوزه على فريق نادي الإسماعيلي المصري ودرب أيضا نادي الشرطة العراقي عام 1984 ونادي الزوراء العراقي عام 1985 ونادي النجف العراقي عام 1992. آسيويا كان المدير الفني لنادي الوحدات الأردني في الاعوام 1990/1989 و 1996/1995 ورشح نادي الوحدات إلى دوري أبطال العرب في القاهرة عام 1996 وقاد أيضا نادي اهلي صنعاء اليمني عام 1994 ونادي كوالالمبور الماليزي عام 2001 الذي رشحه إلى كأس ماليزيا وقاد أيضا نادي البحرين البحريني عام 2005 وفي لبنان درب واثق ناجي نادي تضامن صور اللبناني في الاعوام 1997 و 2004. أفريقيا قاد المدرب واثق ناجي نادي النصر الليبي عام 1998 واستطاع ترشيحه إلى بطولة ابطال العرب للكؤس في بيروت 1998 ونادي السويحلي الليبي عام 2000/1999 واستطاع ترشيحه إلى بطولة ابطال أفريقيا للكؤس. حاليا هو المدير الفني لفريق نادي النجمة اللبناني لكرة القدم حيث استطاع رفع نادي النجمة من المرتبة الخامسة إلى المرتبة الثانية بعد استلامه الفريق في 12\12\2007.

## واثق ناجي وكأس العالم لكرة القدم
من أكبرإنجازات واثق ناجي هو إعداد وقيادة منتخب العراق لكرة القدم عام 1985 في التصفيات المؤهلة إلى نهائيات كأس العالم لكرة القدم حيث استطاع بنجاح ترشيح منتخب العراق لكرة القدم إلى كأس العالم لكرة القدم عام 1986 في المكسيك. ومن الجدير بالذكر ان المدير الفني للمنتخب العراقي واثق ناجي أعتمد على الثلاثي حسين سعيد وأحمد راضي وكريم صدام وخصوصا في المباراة الحاسمة امام منتخب الإمارات لكرة القدم الذي كان بقيادة المدرب البرازيلي المشهور كارلوس ألبرتو بيريرا حيث استطاع واثق ناجي من تحقيق النصر الكبير بتأهل المنتخب العراقي لأول مرة في تاريخ العراق إلى كأس العالم لكرة القدم. ويذكر ان المدير الفني للمنتخب العراقي واثق ناجي لم يستطع المشاركة في المباراة لأخيرة ذهابا وايابا امام منتخب سوريا لكرة القدم لذلك فقد كلف الأتحاد العراقي المدرب المعروف عمو بابا لقيادة المنتخب العراقي خلال المباراة الأخيرة فقط امام منتخب سوريا في مباراة محسومة سلفا لان المنتخب السوري كان ضعيفا جدا لدرجة ان الاحتفالات بترشيح المنتخب العراقي لكأس العالم في العراق كانت قد بدأت بعد الفوز الكبير على منتخب الإمارات لكرة القدم وقبل خوض المباراة النهائية مع منتخب سوريا لكرة القدم. واستطاع المدرب عمو بابا باتمام مسيرة زميله المدرب واثق ناجي في المباراة لأخيرة وتحقيق الفوز على منتخب سوريا لكرة القدم.

## واثق ناجي وتحقيق الالقاب على المستوى الآسيوي
أسيويا استطاع المدرب واثق ناجي من تحقيق العديد من الانجازات الرياضية لبلده حيث استطاع قيادة منتخب شباب العراق لكرة القدم للفوز بكأس آسيا للشباب عام 1975 في الكويت. وفي عام 1980 قام بترشيح منتخب العراق إلى ألعاب أولمبية صيفية 1980 في موسكو عام 1980. ومن الجدير بالذكر ان المدرب واثق ناجي قاد فريق نادي صلاح الدين إلى الفوز بكأس الروفر الإنكليزي في بومباي عام 1982.

## وصلات خارجية
- موسسة الإحصاء الكروي الاروبي
- مجلة نيو ستريت تايمز
- موقع أطلس
- مجلة نيو ستريت تايمز
- الاتحاد الهندي لكرة القدم